# Rhodostrophia vibicaria
Bande rouge, Flagellée
Espèce
La Bande rouge ou la Flagellée (Rhodostrophia vibicaria) est une espèce de lépidoptères de la famille des Geometridae.

## Description
C'est un papillon de taille relativement petite à moyenne. En position de repos, il tient les quatre ailes étalées à plat.
Les champs des ailes sont de couleur rose plus ou moins sombres distinctement délimitées; les ailes postérieures sont anguleuses.
Comme toutes les géométridés les chenilles ont trois paires de vraies pattes thoraciques et deux paires de fausses pattes, situées à l'extrémité de leur abdomen. Cette morphologie est liée à un mode de déplacement particulier, dans lequel l'avant et l'arrière du corps agrippent le support à tour de rôle.

## Habitats
Landes et pelouses calcicoles de l'étage collinéen.

## Biologie

### Phénologie
Imago de juin à août.

### Plantes-hôtes
Genêt à balais et autres fabacées, Petite Pimprenelle.

## Liste des sous-espèces
Selon BioLib (14 juin 2018) :
- sous-espèce Rhodostrophia vibicaria strigata (Staudinger, 1871)
- sous-espèce Rhodostrophia vibicaria vibicaria (Clerck, 1759)

Selon Catalogue of Life (14 juin 2018) :
- sous-espèce Rhodostrophia vibicaria strigata Staudinger, 1871